# 기번스-호킹 가설 풀이
미분기하학에서 기번스-호킹 가설 풀이(Gibbons-Hawking假設풀이, 영어: Gibbons–Hawking ansatz)는 U(1) 대칭을 가지는 4차원 초켈러 다양체를 작도하는 가설 풀이이다.

## 정의
4차원 초켈러 다양체가 한 킬링 벡터장을 가져, U(1) 등거리 대칭군을 갖는다고 하자. 그렇다면, 이는 어떤 3차원 공간 위의 U(1) 주다발로 여길 수 있다. 따라서, 다음 데이터가 주어졌다고 하자.
- 3차원 유클리드 공간의 열린집합 {\displaystyle U\subseteq \mathbb {R} ^{3}}
- {\displaystyle U} 위의 U(1) 주다발 {\displaystyle \pi \colon P\twoheadrightarrow U}
- {\displaystyle P} 위의 U(1) 주접속 {\displaystyle A\in \Omega ^{1}(P;\mathrm {i} \mathbb {R} )}
  - 그렇다면, 그 주곡률은 어떤 {\displaystyle F\in \Omega ^{2}(U)}에 대하여 {\displaystyle \mathrm {d} A=\pi ^{*}\mathrm {i} F}의 꼴이다. 또한, {\displaystyle F/2\pi =\mathrm {d} \omega }인 {\displaystyle \omega \in \Omega ^{1}(U)}를 고르자.
- 매끄러운 함수 {\displaystyle V\colon U\to \mathbb {R} }

또한, 이 데이터가 다음 조건을 만족시킨다고 하자.
{\displaystyle \star \mathrm {d} V=F/2\pi }
그렇다면, {\displaystyle \mathrm {d} \star \mathrm {d} V=\mathrm {d} F/2\pi =0}이므로 {\displaystyle V}는 조화 함수이다.
그렇다면, 계량
{\displaystyle g=V({\vec {r}})\,\mathrm {d} {\vec {r}}^{2}+V({\vec {r}})^{-1}\,(A/2\pi )^{2}}
은 {\displaystyle P} 위의 초켈러 다양체 리만 계량을 정의한다. 이를 기번스-호킹 가설 풀이라고 한다. 구체적으로 {\displaystyle A/2\pi =\mathrm {d} \theta +\omega }가 되며, 여기서 {\displaystyle \theta }는 U(1) 올다발의 올의 좌표로, 주기가 {\displaystyle 4\pi }이다.

## 예
기번스-호킹 가설 풀이를 통하여 에구치-핸슨 공간이나 기타 점근 국소 유클리드 공간을 구성할 수 있다. ADE 분류에서, A계 공간들은
{\displaystyle V({\vec {r}})=\sum _{i=1}^{k}{\frac {1}{|{\vec {r}}-{\vec {R}}_{i}|}}}
의 꼴의 퍼텐셜로 구성된다.
마찬가지로, 토브-너트 공간 및 기타 점근 국소 평탄 공간(영어: asymptotically locally flat space) 역시 이과 같이 구성된다. 이 경우 
{\displaystyle V({\vec {r}})=1+\sum _{i=1}^{k}{\frac {1}{|{\vec {r}}-{\vec {R}}_{i}|}}}
와 같은 퍼텐셜을 사용한다.

## 역사
게리 기번스와 스티븐 호킹이 1978년에 도입하였다.

## 참고 문헌
1. ↑  Gibbons, Gary W.; Hawking, Stephen W. (1978년 10월 9일). “Gravitational multi-instantons”. 《Physics Letters B》 (영어) 78 (4): 430–432. doi:10.1016/0370-2693(78)90478-1.